# Ismeria

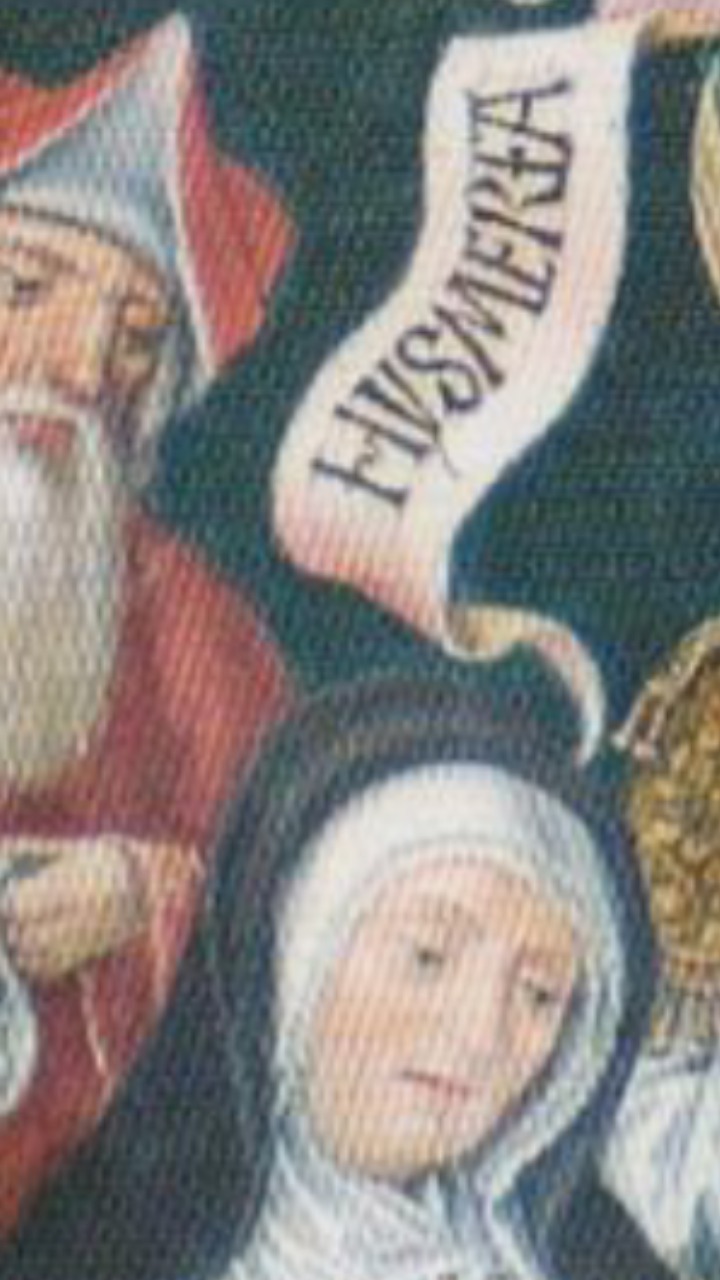
Raffigurazione di Ismeria

Secondo la tradizione cristiana, Ismeria (o Esmeria) è una delle figlie di Emerenzia e moglie di Onias il Giusto. 
È sorella di Sant'Anna e dunque zia di Maria (figlia di Gioacchino, madre di Gesù e moglie di Giuseppe), Maria di Cleofa (figlia di Cleofe, madre di Giacomo il Minore, Giuda Taddeo, Simone e Giuseppe, e moglie di Alfeo), Maria di Salome (figlia di Salome, madre di Giacomo il Maggiore e Giovanni Evangelista, e moglie di Zebedeo).
È la madre di Maria Jacobé e Santa Elisabetta (moglie di Zaccaria) e la nonna di San Giovanni Battista.